# Antonio Candreva
Antonio Candreva (28. únor 1987 Řím) je italský profesionální fotbalista, který hraje na pozici křídelníka. Mezi lety 2009 a 2018 odehrál také 54 utkání v dresu italské reprezentace, ve kterých vstřelil 7 branek. 
Candreva je po svém otci Arbereš.

## Kariéra

### Klubová

#### Ternana a Udinese
Přezdívaný Il Timido (Stydlivý) kvůli svému opatrnému stylu hry začal hrát za lokální tým Lodigiani. Poté přestoupil do druholigové Ternany. Ve věku 17 let odehrál první soutěžní zápas. Za tři sezony v klubu odehrál 47 utkání bez vstřelené branky.
V létě 2007 byl prodán do Udinese. Svůj debut v nejvyšší lize odehrál 27. ledna 2008 proti Interu.

#### Hostování
Jako jednadvacetiletý byl poslán v létě 2008 na hostování do druholigového Livorna. Díky vítězství v play off, pomohl klubu k postupu do Serie A a hostování mu bylo prodlouženo o další rok. Nakonec v klubu zůstal do ledna 2010, když si jej Udinese vzalo zpět.
Udinese se rozhodlo že jej pošle na půlroční hostování do Juventusu, kde vstřelil dne 21. února 2010 první branku v Serii A. Také hrál tři zápasy v EL. Po sezoně se opět vrátil do Udinese.
Sezonu 2010/11 odehrál opět na hostování a to v Parmě. Odehrál zde celkem 33 utkání a vstřelil 3 branky.
Následující sezonu začal hrát v Ceseně, která si jej ponechala do ledna 2012, když si jej Udinese vzala zpět.

#### Lazio
Na konci ledna 2012 byl poslán na hostování s opcí na přestup do Lazia. Svůj debut si odbyl 1. února 2012, kdy střídal v posledních minutách proti Milánu. Jeho příchod na hřiště přivítali fanoušci pískáním kvůli jeho údajné víře k Římu. Svůj první gól za Biancoceleste vstřelil 7. dubna při vítězství proti Neapoli (3:1). Do konce sezony odehrál celkem 17 utkání.
Následující sezoně, dne 21. února 2013 vstřelil svůj první gól v kontinentálních pohárech, když skóroval proti Borussii Mönchengladbach ve druhém zápase EL. Na konci sezóny získal svou první trofej, když ve finále porazil v domácím poháru Řím (1:0).
V sezoně 2013/24 vstřelil 12 branek, což byl rekord klubu pro záložníka. Za Biancoceleste odehrál celkem 192 utkání a vstřelil 45 branek. Odehrál s ní dvakrát prohrané finále o domácí superpohár (2013 a 2015).

#### Inter
V srpnu 2016 Candreva přestoupil do Interu Milán na čtyři roky za 22 milionů eur + bonusy. Svůj neoficiální debut odehrál na International Champions Cupu proti Celticu. Na hřiště přišel v 60. minutě a o 10 minut později skóroval. 29. září 2016 si zahrál v Evropské lize proti pražské Spartě. Sparta utkání vyhrála 3:1. 20. října 2016 vstřelil svůj první gól v Evropské lize, v utkání proti Southamptonu. Utkání skončilo 1:0. První ligový gól vstřelil 20. listopadu v zápase s městským rivalem AC.

### Reprezentační
Candreva hrál za reprezentaci Itálie od úrovně U18. Svůj debut odehrál v říjnu 2004. Po vítězném turnaji Toulon Tournament 2008 se dostal na seznam náhradníků pro nadcházející olympijské hry. Do týmu se dostal jako náhradník místo zraněného Tommasa Rocciho. Na turnaji odehrál 29 minut. Debut v italské seniorské reprezentaci odehrál 14. listopadu 2009 v přátelském utkání proti Nizozemsku. V říjnu 2012 byl pozván Cesarem Prandellim na dvojzápas v kvalifikaci na Mistrovství světa ve fotbale 2014. Candreva si vysloužil místo v reprezentaci díky dobrým výkonům v Laziu a v obou kvalifikačních utkáních. V červnu 2013 byl vybrán do týmu pro Konfederační pohár FIFA 2013. V semifinále proti Španělsku kopal první penaltu v penaltovém rozstřelu. Prostřelil brankáře Ikera Casillase díky "Panenkově penaltě". Itálie ale prohrála na penalty a získala bronz po výhře nad Uruguayí v zápase o 3. místo. 1. června 2014 byl vybrán do týmu na Mistrovství světa ve fotbale 2014. V prvním utkání nahrál Mariu Balotellimu na vítězný gól na 2:1 proti Anglii. Itálie další dvě utkání prohrála a skončila ve skupině na nepostupovém třetím místě. První gól vstřelil 16. listopadu 2014 v utkání kvalifikace na Mistrovství Evropy ve fotbale 2016 proti Chorvatsku (1:1). 12. června 2015 skóroval opět pomocí Panenkovy penalty v utkání kvalifikace na Mistrovství Evropy ve fotbale 2016 proti Chorvatsku (1:1). 10. října 2015 nahrál na vítězný gól Stephana El Shaarawyho proti Ázerbájdžánu, který Itálii zajistil postup na Mistrovství Evropy. Candreva byl jmenován do sestavy pro ME. 13. června odehrál první zápas na turnaji a připravil gól Grazianu Pellèmu na 2:0 proti Belgii. Dále Candreva kvůli zranění nehrál.

## Přestupy
- z Ternana do Udinese za 500 000 Euro
- z Udinese do Turín za 500 000 Euro (hostování)
- z Udinese do Juventus za 1 000 000 Euro (hostování)
- z Udinese do Parma za 500 000 Euro (hostování)
- z Udinese do Lazio za 500 000 Euro (hostování)
- z Udinese do Lazio za 8 200 000 Euro
- z Lazio do Inter za 22 000 000 Euro
- z Inter do Sampdoria za 2 500 000 Euro
- z Sampdoria do Salernitana za 1 000 000 Euro (hostování)
- z Sampdoria do Salernitana za 500 000 Euro

## Statistika

### Klubová
| Sezóna                | Klub                  | Liga                  | Liga   | Liga | Domácí poháry | Domácí poháry | Domácí poháry | Kontinentální poháry | Kontinentální poháry | Kontinentální poháry | Celkem | Celkem |
| Sezóna                | Klub                  | Soutěž                | Zápasy | Góly | Soutěž        | Zápasy        | Góly          | Soutěž               | Zápasy               | Góly                 | Zápasy | Góly   |
| --------------------- | --------------------- | --------------------- | ------ | ---- | ------------- | ------------- | ------------- | -------------------- | -------------------- | -------------------- | ------ | ------ |
| 2004/05               | Ternana               | Serie B               | 2      | 0    | IP            | 0             | 0             | -                    | 0                    | 0                    | 2      | 0      |
| 2005/06               | Ternana               | Serie B               | 29     | 0    | IP            | 1             | 0             | -                    | 0                    | 0                    | 30     | 0      |
| 2006/07               | Ternana               | Serie C1              | 16     | 0    | IP            | 1             | 0             | -                    | 0                    | 0                    | 17     | 0      |
| Celkem za Ternanu     | Celkem za Ternanu     | Celkem za Ternanu     | 47     | 0    | -             | 3             | 0             | -                    | 0                    | 0                    | 50     | 0      |
| 2007/08               | Udinese               | Serie A               | 3      | 0    | IP            | 5             | 0             | -                    | 0                    | 0                    | 8      | 0      |
| 2008/09               | Livorno               | Serie B               | 33+1   | 2    | IP            | 0             | 0             | -                    | 0                    | 0                    | 34     | 2      |
| 2009/10               | Livorno               | Serie A               | 19     | 0    | IP            | 3             | 0             | -                    | 0                    | 0                    | 22     | 0      |
| 2010                  | Juventus              | Serie A               | 16     | 2    | IP            | 1             | 1             | EL                   | 3                    | 0                    | 20     | 2      |
| 2010/11               | Parma                 | Serie A               | 31     | 3    | IP            | 2             | 0             | -                    | 0                    | 0                    | 33     | 3      |
| 2011/12               | Cesena                | Serie A               | 18     | 2    | IP            | 3             | 1             | -                    | 0                    | 0                    | 21     | 3      |
| 2012                  | Lazio                 | Serie A               | 15     | 3    | IP            | 0             | 0             | EL                   | 2                    | 0                    | 17     | 3      |
| 2012/13               | Lazio                 | Serie A               | 35     | 6    | IP            | 3             | 0             | EL                   | 11                   | 1                    | 49     | 7      |
| 2013/14               | Lazio                 | Serie A               | 37     | 12   | IP+IS         | 1+1           | 0             | EL                   | 5                    | 0                    | 44     | 12     |
| 2014/15               | Lazio                 | Serie A               | 34     | 10   | IP            | 4             | 1             | -                    | 0                    | 0                    | 38     | 11     |
| 2015/16               | Lazio                 | Serie A               | 30     | 10   | IP+IS         | 2+1           | 0             | LM+EL                | 2+9                  | 0+2                  | 44     | 12     |
| Celkem za Lazio       | Celkem za Lazio       | Celkem za Lazio       | 151    | 41   | -             | 12            | 1             | -                    | 29                   | 3                    | 192    | 45     |
| 2016/17               | Inter                 | Serie A               | 38     | 6    | IP            | 2             | 1             | EL                   | 5                    | 1                    | 45     | 8      |
| 2017/18               | Inter                 | Serie A               | 36     | 0    | IP            | 1             | 0             | -                    | 0                    | 0                    | 37     | 0      |
| 2018/19               | Inter                 | Serie A               | 18     | 1    | IP            | 2             | 2             | LM+EL                | 5+4                  | 0                    | 29     | 3      |
| 2019/20               | Inter                 | Serie A               | 32     | 5    | IP            | 2             | 1             | LM+EL                | 5+1                  | 1+0                  | 40     | 7      |
| Celkem za Inter       | Celkem za Inter       | Celkem za Inter       | 124    | 12   | -             | 7             | 4             | -                    | 20                   | 2                    | 151    | 18     |
| 2020/21               | Sampdoria             | Serie A               | 35     | 5    | IP            | 1             | 0             | -                    | 0                    | 0                    | 36     | 5      |
| 2021/22               | Sampdoria             | Serie A               | 36     | 7    | IP            | 3             | 0             | -                    | 0                    | 0                    | 39     | 7      |
| 2022/23               | Sampdoria             | Serie A               | 0      | 0    | IP            | 1             | 0             | -                    | 0                    | 0                    | 1      | 0      |
| Celkem za Sampdorii   | Celkem za Sampdorii   | Celkem za Sampdorii   | 71     | 12   | -             | 5             | 0             | -                    | 0                    | 0                    | 76     | 12     |
| 2022/23               | Salernitana           | Serie A               | 35     | 7    | IP            | 0             | 0             | -                    | 0                    | 0                    | 35     | 7      |
| 2023/24               | Salernitana           | Serie A               | 34     | 6    | IP            | 1             | 1             | -                    | 0                    | 0                    | 35     | 7      |
| Celkem za Salernitanu | Celkem za Salernitanu | Celkem za Salernitanu | 69     | 13   | -             | 1             | 1             | -                    | 0                    | 0                    | 70     | 14     |
| Celkově               | Celkově               | Celkově               | 584    | 87   | -             | 41            | 7             | -                    | 52                   | 5                    | 676    | 99     |

### Reprezentační

#### Statistika na velkých turnajích
| Reprezentace | Rok     | Zápasy             | Zápasy | Zápasy    | Zápasy           | Zápasy           | Zápasy   |
| Reprezentace | Rok     | Fáze turnaje       | Datum  | Soupeř    | Odehraných minut | Vstřelené branky | Výsledek |
| ------------ | ------- | ------------------ | ------ | --------- | ---------------- | ---------------- | -------- |
| Itálie       | OH 2008 | 3 zápas ve skupině | 13. 8. | Kamerun   | 2                | 0                | 0:0      |
| Itálie       | OH 2008 | Čtvrtfinále        | 16. 8. | Belgie    | 7                | 0                | 2:3      |
| Itálie       | MS 2014 | 1 zápas ve skupině | 15. 6. | Anglie    | 79               | 0                | 2:1      |
| Itálie       | MS 2014 | 2 zápas ve skupině | 20. 6. | Kostarika | 57               | 0                | 0:1      |
| Itálie       | ME 2016 | 1 zápas ve skupině | 13. 6. | Belgie    | 90               | 0                | 2:0      |
| Itálie       | ME 2016 | 2 zápas ve skupině | 17. 6. | Švédsko   | 90               | 0                | 1:0      |

#### Reprezentační branky
| Gól | Datum        | Stadion                                      | Soupeř          | Skóre | Výsledek | Soutěž                 |
| --- | ------------ | -------------------------------------------- | --------------- | ----- | -------- | ---------------------- |
| 010 | 16. 11. 2014 | Stadio Giuseppe Meazza, Milán, Itálie        | Chorvatsko      | 1:0   | 1:1      | Kvalifikace na ME 2016 |
| 02  | 12. 6. 2015  | Stadion Poljud, Split, Chorvatsko            | Chorvatsko      | 1:1   | 1:1      | Kvalifikace na ME 2016 |
| 03  | 13. 11. 2015 | Stadion krále Baudouina, Brusel, Belgie      | Belgie          | 0:1   | 3:1      | Přátelské utkání       |
| 04  | 6. 6. 2016   | Stadio Marcantonio Bentegodi, Verona, Itálie | Finsko          | 1:0   | 2:0      | Přátelské utkání       |
| 05  | 5. 9. 2016   | Sammy Ofer Stadium, Haifa, Izrael            | Izrael          | 0:2   | 1:3      | Kvalifikace na MS 2018 |
| 06  | 12. 11. 2016 | Rheinpark Stadion, Vaduz, Lichtenštejnsko    | Lichtenštejnsko | 0:3   | 0:4      | Kvalifikace na MS 2018 |
| 07  | 9. 10. 2017  | Stadion Loro Boriçi, Skadar, Albánie         | Albánie         | 0:1   | 0:1      | Kvalifikace na MS 2018 |

## Úspěchy

### Klubové
- vítěz italského poháru (1x)

Lazio: 2012/13

### Reprezentační
- 1× na MS (2014)
- 1× na ME (2016)
- 1× na OH (2008)
- 1× na Konfederačním poháru FIFA  (2013 – bronz)
- 1× na ME U21 (2009 – bronz)